# 大鰭後肛魚
大鰭後肛魚（學名：Macropinna microstoma，英文：Pacific barreleye fish），又稱太平洋桶眼魚、管眼魚，為條鰭魚綱後肛魚科下的一屬一種，首次的記載是在1939年。頭部上具有充滿透明液體的透明罩，而雙眼則位於其內。迄今找到的魚體，都是魚船捕到的殘缺不全，遭到捕抓過程很大破壞，因此認為大鰭後肛魚具有一雙只能固定向上看的眼睛，視野十分狹小。但於2008年，科學家終於於海中捕捉到大鰭後肛魚的活體影像，也才知道牠們的頭部具有透明罩，且透明罩內的眼睛可旋轉調整方向，能看向上方也能看向前方。大鰭後肛魚的嘴巴很小，身體則被大片的魚鱗所覆蓋。牠們多半靜止漂浮於水深600至800（2,000至2,600英尺）的水中，透過魚鰭維持身體平衡並用雙眼觀察上方的動靜。蒙特利灣水族館研究中心研究員布魯斯·羅賓森及肯姆·裏森畢奇勒觀察到當 大鰭後肛魚發現到小魚或水母時，牠們會將身體從水平姿態調整為垂直去追擊獵物，此時的眼睛就會旋轉改看向前方。羅賓森認為大鰭後肛魚也會去偷取管水母的獵物。
其种加词“microstoma”意为“小口的”。

## 特徵

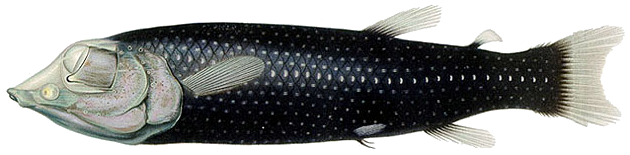
太平洋桶眼魚近似種望遠冬肛魚的素描，它的桶狀眼是向前的

魚頭形似現代戰鬥機的泡型座艙罩，是充滿透明液體的組織，使它在海中能用水平姿態，直接觀察到自身上方的動靜，體長可達15公分。

## 產地
主要產於太平洋加州附近600~800米的水下。

## 活體紀錄
完整的活魚，是在2004年首次被拍到。
2009年，美國加州蒙特利灣水族館研究中心利用ROV(or LBV)，在加州周圍深達800米的水下觀察，發現桶眼魚的蹤跡並將紀錄影片發表於網站上。其後該團隊於2021年12月初於同一海灣約水深650米位置再次發現魚蹤。

## 科學家的推斷
學者布魯斯·羅賓森及肯姆·裏森畢奇勒推斷太平洋桶眼魚的魚鰭大而且平，眼睛在充滿透明液體的保護罩裡旋轉，應能讓牠很精確的在海中移動，認為透明罩是為了保護雙眼，才慢慢演化出來的。

## 外部連結
- . 香港電台網站 : 電視 : RTHK31.   [2017-07-10]. （原始内容存档于2018-11-02）.